# Allophylus imenoensis
Allophylus imenoensis är en kinesträdsväxtart som beskrevs av François Pellegrin. Allophylus imenoensis ingår i släktet Allophylus och familjen kinesträdsväxter. Inga underarter finns listade i Catalogue of Life.